# Star Wars, épisode III : La Revanche des Sith (roman)
Pour les articles homonymes, voir Star Wars, épisode III : La Revanche des Sith (homonymie).
Star Wars, épisode III : La Revanche des Sith (titre original : Star Wars Episode III: Revenge of the Sith) est une novélisation du film du même nom écrite par Matthew Stover (sur un scénario de George Lucas) et publiée aux États-Unis par Del Rey Books le 2 avril 2005, puis traduite en français et publiée par les éditions Presses de la Cité le 25 avril 2005,.
Ce livre relate les événements se déroulant dans le film. L'action se situe dix-neuf ans avant la bataille de Yavin.

## Résumé
Après avoir rejoint le vaisseau, les deux Jedi s'avancent jusqu'au quartier du général Grievous. Ils y découvrent le chancelier retenu en otage par le chef du mouvement séparatiste, le comte Dooku. Celui-ci engage le combat contre eux et parvient à mettre rapidement Obi-Wan Kenobi hors de combat. Mais Anakin, plus fort et plus enragé que le vieux comte, parvient finalement à le vaincre. Puis, contrairement aux préceptes des Jedi, il le décapite, poussé à perpétrer cet acte par Palpatine. Affaibli par les tirs des escadrilles républicaines, le vaisseau prend alors feu. Grievous s’échappe grâce à une navette de sauvetage, laissant la charge à Anakin et Obi-Wan de faire atterrir le vaisseau à la surface de la planète.
Reconduisant le chancelier au Sénat galactique, Anakin reçoit les félicitations des dignitaires de la République et retrouve sa femme Padmé Amidala, après plusieurs mois de séparation. Celle-ci lui révèle qu'elle est enceinte. Émerveillé par cette nouvelle, Anakin est cependant troublé la nuit suivante par un rêve qu'il fait. Padmé réveillée, il lui révèle qu'il l'a vue mourir en couches. Traumatisé par la mort de sa mère qu'il n'a pu empêcher, Anakin se jure de ne pas perdre une nouvelle fois celle qu'il aime. Sauver Padmé devient alors pour lui une obsession.
Le chancelier Palpatine, qui manœuvre pour conserver les pleins pouvoirs qu’il a acquis grâce à la guerre, flatte Anakin et s'ingénie à accroître la méfiance qu'a le jeune homme envers le conseil des Jedi. Il parvient d’ailleurs à le faire nommer son représentant au sein de ce conseil qu'il soupçonne de comploter contre lui. Les maîtres Jedi acceptent cette demande car ils veulent qu’Anakin surveille pour eux les agissements du chancelier.
Palpatine commence ensuite à faire miroiter à Anakin la possibilité de sauver son épouse. Invitant ce dernier à l'opéra de Coruscant, où il assiste à une représentation, le chancelier lui conte l'histoire de Dark Plagueis, un Sith qui aurait acquis le pouvoir de se préserver de la mort. Anakin entrevoit dans cette histoire la possibilité de sauver Padmé de ses prémonitions. Le chancelier, précise alors que les Jedi ne dispensent pas un tel enseignement et que seul un Sith peut le faire.
Pendant ce temps, le général Grievous rejoint les restes de son armée sur la planète Utapau. Il avertit le conseil séparatiste de la mort de Dooku et l'invite à se cacher sur la planète volcanique Mustafar. Apprenant que Grievous s'est réfugié sur Utapau, les Jedi envoient Obi-Wan Kenobi sur la planète avec une puissante armée. Et, alors qu’il est en repérage à la surface de la planète, Kenobi découvre l’endroit où se cache le général et l’affronte en duel. Il s'ensuit une violente confrontation qui s'achève par la mort de Grievous.
Sur Coruscant, Palpatine dévoile à son jeune protégé qu'il maîtrise les arcanes du pouvoir Sith, seuls à même de lui permettre de sauver Padmé. Anakin, choqué, comprend alors que le chancelier est le Sith que le conseil Jedi recherche depuis plus de dix ans. Après un moment d'hésitation, il choisit d'en informer ses pairs. Quatre maîtres Jedi se rendent alors à la chancellerie pour mettre aux arrêts Palpatine. Dégainant son sabre laser, le chancelier abat en un instant trois Jedi. Il s’ensuit un long combat entre le seigneur Sith et Mace Windu, le maître Jedi survivant. Malgré les incroyables pouvoirs du chancelier, Windu parvient à l’emporter. Anakin pénètre alors dans le bureau du chancelier, et n’écoutant que son obsession à sauver sa femme, il désarme le Jedi. Reprenant alors l’avantage, Palpatine foudroie Windu avec ses pouvoirs Sith et le précipite vingt étages plus bas. Conscient de la gravité de son geste Anakin accepte donc de se soumettre à Palpatine. Ce dernier en fait son apprenti Sith et le rebaptise Dark Vador.
Palpatine donne alors l'ordre, aux officiers répartis sur les différents fronts de la galaxie, d'assassiner les Jedi qui sont à leurs côtés. Obi-Wan et le maître Jedi Yoda sont parmi les seuls à échapper aux massacres. Sur Coruscant, l'élimination des Jedi est confiée au seigneur Vador, qui prend la tête d'un régiment et tue tous les Jedi présents, même les apprentis. Sa sombre besogne effectuée, Vador revient auprès de Padmé pour s'assurer qu'elle va bien. Il lui annonce que les Jedi se sont révoltés et qu'ils sont dorénavant considérés comme des ennemis de la République. Puis il lui déclare que le chancelier l’a chargé de mettre fin à la guerre en l’envoyant sur la planète volcanique Mustafar.
Aidé par le sénateur Bail Organa d'Alderaan, Yoda et Obi-Wan reviennent sur Coruscant. Arrivés sur place, les deux Jedi découvrent l’horrible vérité sur Anakin et Palpatine. Yoda charge alors Obi-Wan de retrouver et d'éliminer le premier. Le vieux maître Jedi se charge lui du second, qu'il devine trop puissant pour Obi-Wan. Pendant ce temps à la tribune du Sénat galactique, Palpatine dénonce la traitrise des Jedi. Il déclare ensuite sous les acclamations la dissolution de la République et l'avènement d'un Empire galactique dirigé par son auguste personne.
Arrivé à Mustafar, Vador tue les dirigeants séparatistes et met ainsi fin à la guerre des clones. De son côté, Obi-Wan explique la situation à Padmé qui refuse de le croire et de lui révéler où se trouve son mari. Troublée, elle part immédiatement le rejoindre, emmenant sans le savoir Obi-Wan, qui s'est dissimulé dans son vaisseau. Sur Mustafar, Padmé retrouve Anakin. Quittant sa cachette, Obi-Wan les rejoint. Croyant qu'elle l'a trahi, l'apprenti Sith étrangle sa femme jusqu'à la rendre inconsciente.
Se reprochant mutuellement l'origine de ce geste, Obi-Wan et Anakin commencent alors à s'affronter avec leur sabre laser. Parallèlement, Yoda défie Palpatine mais se retrouve très vite dépassé par les pouvoirs du seigneur Sith. Yoda se résout alors à s'enfuir et rejoint le vaisseau du sénateur Organa. Sur Mustafar, Anakin, malgré les mises en garde d'Obi-Wan, se lance imprudemment sur son maître, lequel lui tranche les jambes et le bras gauche d'un seul coup. Obi-Wan lui exprime sa tristesse, ramassant son sabre laser, puis le laisse agonisant au bord d'une rivière de lave où il brûle. Le Jedi transporte ensuite Padmé jusqu'à son vaisseau puis quitte la planète. Rejoint par Bail Organa et Yoda, Obi-Wan conduit Padmé à un centre médical. Elle y accouche de deux enfants avant de s'éteindre.
Palpatine, ayant perçu les difficultés de son apprenti, se rend sur Mustafar et y récupère le corps presque sans vie d'Anakin. Il le transporte ensuite sur Coruscant afin de lui prodiguer les soins nécessaires. Brûlé et mutilé, le jeune homme se voit confiné dans une armure noire robotisée pour continuer à vivre. Reprenant conscience, il demande alors à l'empereur des nouvelles de sa femme. Celui-ci lui révèle qu'il l'a tuée, mettant Vador dans une rage folle, détruisant tout autour de lui, ce qui provoque un rictus de joie sur le visage de Palpatine.
Bail Organa et les deux Jedi rendent le corps de Padmé à sa famille sur la planète Naboo. Ils décident cependant de garder secrète la naissance des enfants d'Anakin et de Padmé. Leia, la fille, est confiée au sénateur d'Alderaan tandis que Luke, le garçon, est caché sur la planète Tatooine sous la protection d'Obi-Wan. Yoda, lui, choisit de s'exiler sur la planète Dagobah, alors que Palpatine et Dark Vador à bord du vaisseau amiral de l'Empire observent la construction d'une nouvelle arme absolue : l'Étoile noire

## Personnages
Anakin Skywalker / Dark Vador : il est l'élu d'une ancienne prophétie Jedi. Il a deux maîtres à penser : le Jedi Obi-Wan Kenobi et le chancelier suprême Palpatine. Même si cela est interdit par l'ordre Jedi, il épouse en secret la sénatrice Padmé Amidala, son grand amour. Impulsif et irréfléchi, il prouve durant la guerre des clones ses grands talents de pilote et de guerrier.
Padmé Amidala Skywalker : d'abord élue reine de la planète Naboo, Padmé devient ensuite sénatrice. Elle s'inquiète très rapidement de la montée en puissance du mouvement séparatiste mais s'oppose à l'escalade qui déclenche la guerre des clones. Elle épouse en secret Anakin. Elle tombe enceinte durant la guerre, entre deux missions de son mari.
Palpatine : c'est un fin politicien armé d'une imperturbable patience. En tant qu'apprenti du seigneur Dark Plagueis, il reçoit les enseignements interdits des Sith. Il devient beaucoup plus tard sénateur puis chancelier. Il manigance alors avec l'ancien Jedi Dooku pour entrainer la République dans une guerre interstellaire.
Obi-Wan Kenobi : il est le mentor d'Anakin Skywalker. Il incarne la voix de la raison et détourne ses amis des projets irréfléchis. Il ne parvient cependant pas à canaliser la colère et l'imprudence d'Anakin. Devenu à son tour Jedi, Anakin ne quitte pas réellement le giron de son ancien maître qui devient pour lui un véritable frère d'arme durant la guerre des clones.
Mace Windu : c'est le maître Jedi maîtrisant le mieux le combat physique. Peu loquace, il est très sage et toujours de bon conseil. Il ne parvient cependant pas à trouver le Sith qui se cache sur Coruscant. Il devient malgré lui général d'une armée de clones qu'il mène dans de nombreuses et héroïques batailles.
Comte Dooku : il est issu d'une riche famille d'aristocrates. Devenu Jedi, il est choisi par le maître Jedi Yoda pour devenir son apprenti. Approché par le sénateur Palpatine, Dooku accepte de se détourner des Jedi et manigance avec lui pour déclencher la guerre des clones. Devenu le chef du mouvement séparatiste, il charge le général Grievous de mener ses troupes au combat.
C-3PO : ce droïde a été construit par Anakin Skywalker à partir de pièces détachées. Mais, n'ayant pas le droit de posséder un droïde en tant que Jedi, Anakin en fait don à sa femme Padmé Amidala.
R2-D2 : simple droïde astro-mécanicien qui sauve le vaisseau de la reine Amidala d'une attaque. Il devient par la suite le droïde affecté au vaisseau spatial d'Anakin Skywalker et l'accompagne dans toutes ses missions.
Yoda : âgé de plus de neuf cents ans, il est le plus sage des maîtres Jedi. Tout comme Mace Windu, il se révèle incapable à appréhender le seigneur Sith qui se cache sur Coruscant. Durant la guerre des clones, il mène une armée de clones sur la planète Kashyyyk, le monde natal des Wookiees.
Général Grievous : ancien seigneur de guerre de la race des Kaleeshs, il subit un terrible écrasement de vaisseau. Son cerveau et ses organes sont implantés dans la carcasse métallique d'un cyborg. Recruté par Dooku, il accepte de diriger l'armée des séparatistes. Durant la guerre des clones, il élimine plusieurs Jedi en combat singulier et s'empare de leurs sabres lasers comme trophées.
Chewbacca et Tarfful : ces deux gigantesques Wookiees sont désignés pour être les gardes du corps de Yoda durant sa campagne sur la planète Kashyyyk. Ils lui sauvent la vie quand les officiers clones se retournent contre lui pour l'éliminer.
Bail Organa : il est le sénateur de la planète Alderaan. Homme incorruptible et fervent pacifiste, il est le soutien de toujours de la sénatrice Amidala. Bien que défavorable à la politique menée par le chancelier Palpatine, il n'ose pas s'opposer à lui.